# Championnats du monde de course en montagne et trail
Les championnats du monde de course en montagne et trail sont une compétition de course en montagne et trail disputée tous les deux ans. Ils sont organisés conjointement par l'Association mondiale de course en montagne, l'International Trail Running Association et l'International Association of Ultrarunners avec le soutien officiel de World Athletics.

## Histoire
Dans le but de promouvoir les courses nature et d'obtenir plus de reconnaissance de la part de World Athletics, l'Association mondiale de course en montagne, l'International Trail Running Association et l'International Association of Ultrarunners s'associent afin de combiner leurs disciplines. À cet effet, ils créent les championnats de course en montagne et trail qui regroupe les championnats du monde de course en montagne, les championnats du monde de course en montagne longue distance et les championnats du monde de trail et qui se déroulent de manière biennale,. La première édition est prévue en novembre 2021 à Chiang Mai en Thaïlande mais est reportée dans un premier temps en février 2022 en raison de la pandémie de Covid-19 puis est à nouveau reportée en novembre 2022 pour la même raison.

## Épreuves
Quatre épreuves sont définies pour la première édition. Une course en montagne de type vertical, une course en montagne en montée et descente, un trail court d'environ 40 km et un trail long d'environ 80 km. Une seule épreuve est prévue pour les juniors, une course en montagne en montée et descente.

## Éditions
| Édition | Année | Lieu                         | Pays           | Date            |
| ------- | ----- | ---------------------------- | -------------- | --------------- |
| 1re     | 2022  | Chiang Mai                   | Thaïlande      | 3-6 novembre    |
| 2e      | 2023  | Innsbruck - Stubaital, Tyrol | Autriche       | 6-10 juin       |
| 3e      | 2025  | Canfranc, Aragon             | Espagne        | 25-28 septembre |
| 4e      | 2027  | Le Cap, Cap-Occidental       | Afrique du Sud | 6-10 octobre    |

## Palmarès

### Course en montagne - montée
| Édition | Or               | Argent           | Bronze               |
| ------- | ---------------- | ---------------- | -------------------- |
| 2022    | Patrick Kipngeno | Philemon Kiriago | Álex García Carrillo |
| 2023    | Patrick Kipngeno | Levi Kiprotich   | Josphat Kiprotich    |

| Édition | Or               | Argent                  | Bronze         |
| ------- | ---------------- | ----------------------- | -------------- |
| 2022    | Allie McLaughlin | Andrea Mayr             | Maude Mathys   |
| 2022    | Andrea Mayr      | Philaries Jeruto Kisang | Grayson Murphy |

### Course en montagne - montée et descente
| Édition | Or               | Argent                  | Bronze            |
| ------- | ---------------- | ----------------------- | ----------------- |
| 2022    | Samuel Kibet     | Patrick Kipngeno        | Timothy Toroitich |
| 2023    | Leonard Chemutai | Philemon Ombogo Kiriago | Filimon Abraham   |

| Édition | Or                | Argent                     | Bronze           |
| ------- | ----------------- | -------------------------- | ---------------- |
| 2022    | Rebecca Cheptegei | Annet Chemengich Chelangat | Allie McLaughlin |
| 2023    | Grayson Murphy    | Tove Alexandersson         | Joyce Muthoni    |

### Trail court
| Édition | Or                     | Argent          | Bronze         |
| ------- | ---------------------- | --------------- | -------------- |
| 2022    | Stian Hovind-Angermund | Francesco Puppi | Jonathan Albon |
| 2023    | Stian Hovind-Angermund | Thomas Roach    | Luca Del Pero  |

| Édition | Or                  | Argent           | Bronze            |
| ------- | ------------------- | ---------------- | ----------------- |
| 2022    | Denisa Dragomir     | Barbora Macurová | Emilia Brangefält |
| 2023    | Clémentine Geoffray | Judith Wyder     | Theres Leboeuf    |

### Trail long
| Édition | Or               | Argent           | Bronze           |
| ------- | ---------------- | ---------------- | ---------------- |
| 2022    | Adam Peterman    | Nicolas Martin   | Andreas Reiterer |
| 2023    | Benjamin Roubiol | Andreas Reiterer | Peter Fraňo      |

| Édition | Or                  | Argent             | Bronze               |
| ------- | ------------------- | ------------------ | -------------------- |
| 2022    | Blandine L'Hirondel | Ida Nilsson        | Gemma Arenas         |
| 2023    | Marion Delespierre  | Katharina Hartmuth | Manon Bohard Cailler |